# Владісловас Мікучяускас
Владісловас Косто Мікучяускас (лит. Vladislovas Mikučiauskas) (1934) — російський політик та дипломат литовського походження.

## Життєпис
Депутат Верховної Ради СРСР 11 скликання.
У 1987—1990 — міністр закордонних справ Литовської РСР.
У 1990—1991 — Надзвичайний і Повноважний Посол СРСР в Сьєрра-Леоне.